# Henrique Cruz
Henrique Wilsons da Cruz Martins (6 de Dezembro de 1997) é um futebolista timorense que atua como avançado. Atualmente, joga pelo DIT F.C..

## Carreira internacional
Henrique jogou sua primeira partida internacional contra a Mongólia em 12 de março de 2015, em que tal era válida para as eliminatórias da Copa do Mundo de 2018. A partida terminou em triunfo por 4 golos a um.